# Улица Академика Королёва (Чебоксары)
У́лица Акаде́мика Королёва (ранее Живописная улица) — главная улица микрорайона Байконур в Московском районе города Чебоксары Чувашской Республики.
Продолжая улицу Эльменя, от пересечения с Гражданской улицей, спускается в долину реки Сугутки. Застраивается преимущественно 7-этажными жилыми домами единой планировки, севернее микрорайона осуществляется строительство парка развлечений «Звёздный городок».

## Происхождение названия
Названа в честь Сергея Павловича Королёва, советского учёного, конструктора, организатора производства ракетно-космической техники и ракетного оружия СССР, основателя практической космонавтики.

## Микрорайон Байконур
Инициатором создания микрорайона стал заслуженный испытатель космической техники Валериан Петрович Тихонов, более двадцати лет прослуживший на космодроме Байконур. Выйдя в отставку, Валериан Петрович вернулся на свою историческую родину и обратился к президенту Чувашской Республики Николаю Васильевичу Федорову, в правительство республики, администрацию города с предложением построить микрорайон для отселения ушедших в запас ветеранов космодрома, и получил полную поддержку.
Тихонов сплотил вокруг себя нужных людей, основал Ассоциацию содействия космонавтике «Байконур — Чебоксары», девиз которой «Наш старт к вашим звёздам». Этот девиз можно прочесть на стеле при въезде в микрорайон Байконур. На крутом склоне было построено несколько уникальных многоуровневых домов высотой от трех до пяти этажей, куда помимо чебоксарцев заселились девять семей бывших байконурцев. Неподалёку построена часовня во имя Святого Георгия Победоносца, очень напоминающая верхнюю часть ракеты «Союз». Старожилы рассказывают, что именно на этом месте в далекие 1960-е годы первые космонавты (Ю. Гагарин, В. Быковский, В. Терешкова и др.), приезжавшие в гости на родину чувашского космонавта А. Г. Николаева, устраивали пикник с шашлыками, удили рыбу в протекающей поблизости речке Сугутке.

## Достопримечательности

### Часовня во имя Святого Георгия Победоносца
Часовня во имя Святого Георгия Победоносца была построена в 2005 году, по форме напоминающей верхнюю часть ракеты-носителя «Союз». В часовне находится икона Георгия Победоносца, та самая что побывала в космосе (на МКС). Изначально её планировали установить в усыпальницу третьего космонавта СССР Андрияна Николаева, но впоследствии было принято другое решение.
Проект часовни был разработан таким образом, чтобы он отвечал всем требованиям православной церкви и при этом вызывал ассоциации с космическим кораблем. Часовня представляет собой вытянутое прямоугольное строение, углы которого закруглены, прозрачный купол часовни увенчан крестом. Ширина постройки составляет чуть более трех метров, высота — более 14 метров. Подкупольная часть часовни сделана из голубого стекла, символизирующего небо. На стенах часовни высечены слова, которыми Андриян Николаев завершил свою последнюю книгу: «Мне часто снится мое село Шоршелы и звезды над ним».

### Памятник Академику Королёву
В начале улицы, на пересечении её с Гражданской улицей, находится памятник основоположнику практической космонавтики — академику Сергею Павловичу Королёву.
Памятник был торжественно открыт 7 сентября 2011 года и приурочен к празднованию 50-летия первого полёта человека в космос. На открытии памятника присутствовали: 76-летняя дочь академика — Наталья Сергеевна; группа космонавтов, среди которых: Виктор Горбатко, Жугдэрдэмидийн Гуррагча, Георгий Иванов; вдова космонавта № 2 Германа Титова — Тамара Васильевна и другие сопровождавшие их лица.
Над созданием памятника работал известный скульптор, председатель Южного регионального отделения РАХ, заслуженный художник Российской Федерации Сергей Олешня.

## Транспорт
По смежной Гражданской улице организовано автобусное и троллейбусное движение.

## Смежные улицы
- Гражданская улица
- Улица Эльменя